# Little L
«Little L» es la segunda canción del quinto álbum de Jamiroquai, A Funk Odyssey. Este sencillo llegó a ser número 1 en muchos rankings musicales, transformándose así en la mejor y más aclamada canción de este álbum.

## Posicionamiento en listas
| Listas (2001)                          | Mejor Posición |
| -------------------------------------- | -------------- |
| Australia (ARIA)                       | 14             |
| Austria (Ö3 Austria Top 40)            | 53             |
| Bélgica (Flandes) (Ultratop 50)        | 40             |
| Bélgica (Valonia) (Ultratop 50)        | 17             |
| Canadá (Nielsen SoundScan)             | 7              |
| Europa (Eurochart Hot 100)             | 12             |
| Finlandia (OFC)                        | 5              |
| Francia (SNEP)                         | 22             |
| Alemania (Offizielle Deutsche Charts)  | 56             |
| Italia (FIMI)                          | 2              |
| Países Bajos (Dutch Top 40)            | 40             |
| Países Bajos (Mega Single Top 100)     | 51             |
| Nueva Zelanda (Recorded Music NZ)      | 44             |
| Noruega (VG-lista)                     | 20             |
| Portugal (AFP)                         | 5              |
| Escocia (Scottish Singles Sales Chart) | 6              |
| España (Top 100 Canciones)             | 1              |
| Suecia (Sverigetopplistan)             | 42             |
| Suiza (Schweizer Hitparade)            | 17             |
| Reino Unido (UK Singles Chart)         | 5              |
| Reino Unido (UK Dance Chart)           | 6              |
| Estados Unidos (Hot Dance Club Songs)  | 2              |
| US Hot Dance Singles Sales (Billboard) | 24             |